# Іоанніс Піттас
Іоанніс Піттас (грец. Ιωάννης Πίττας, нар. 10 липня 1996, Лімасол, Кіпр) — кіпрський футболіст, форвард клубу АІК та національної збірної Кіпру.

## Клубна кар'єра
Іоанніс Піттас народився у місті Лімасол і є вихованцем місцевого клуба «Аполлон». В першій команді Піттас дебютував у жовтні 2015 року. Разом з клубом Іоанніс вигравав національний кубок.
Сезон 2018/19 Піттас провів в оренді у клубі «Еносіс».

## Збірна
У національну збірну Кіпру Іоанніс Піттас вперше отримав виклик у червні 2019 року на матчі відбору Євро-2020 проти команда Шотландії та Росії. 8 червня у матчі проти Шотландії Піттас дебютував у збірній.

## Особисте життя
Батько Іоанніса Памбос Піттас також був професійним футболістом. Провів за збірну Кіпру 83 матчі, що є четвертим результатом в історії збірної Кіпру.

## Досягнення
Аполлон
 Переможець Кубка Кіпру з футболу (2): 2015–16, 2016–17
 Переможець Суперкубка Кіпру (2): 2016, 2022
 Чемпіон Кіпру (1): 2021–22
Найкращий бомбардир Чемпіонату Кіпру (1): 2022–23 (разом із Жайро)